# Le Pont Neuf
Le Pont Neuf (A Ponte Nova, em língua portuguesa) é uma pintura do francês Claude Monet. Realizada em óleo sobre tela em 1871, a obra retrata uma cena do quotidiano parisiense, na célebre Pont Neuf. Actualmente integra o espólio do Museu de Arte de Dallas.

## História
Monet retornou a Paris no Inverno de 1871, depois de mais de um ano exilado no Reino Unido e nos Países Baixos, durante a ocorrência da Guerra Franco-Prussiana. A capital francesa, após o seu regresso, continuava estagnada, situação que fez explodirem algumas revoltas e empreenderam-se greves várias. Monet somente concebeu um trabalho durante este conturbado período de pós-guerra. La Pont Neuf foi essa obra.

## Descrição
A estrutura temática leva o espectador a colocar os olhos sobre uma cena quotidiana parisiense de 1871, dois anos antes da revolução impressionista, de um Inverno chuvoso, tal como o período histórico em que se vivia. A cena desenrola-se sobre a Pont Neuf (Ponte Nova), uma das mais célebres e reproduzidas pontes parisienses, num primeiro plano. O segundo plano desenrola-se sobre as águas do rio Sena, dado pelos barcos atracados e pelos que empreendem a travessia. A composição da obra, cuja base parece sobrepor três pentágonos da margem direita para a esquerda do quadro, joga com os três rectângulos no fundo da cena, formados por três conjuntos de prédios diferentes.
No exercício cromático, a paleta varia entre resquícios de verde oliva e azul, juntamente com púrpura e amarelo torrado, com o branco - que se dá pelo fumo expelido das chaminés dos barcos no Sena - e com uma subtil invasão do cinzento. O local - na tela - para cada tonalidade é quase escolhido geometricamente. O semi-pentágono que retrata o Sena, a verde. Sobre a ponte e nos rectângulos que compreendem os edifícios da direita e da esquerda, o amarelo e umas introduções de branco. No céu e no rectângulo do fundo, o cinzento, com a ligeira diferença de que este último conserva tonalidades azuladas. Os transeuntes e os veículos são retratados em púrpura.
É uma obra profunda e triste, cujas cores tornam a percepção e a localização histórica do período mais fácil de visualizar e compreender.